# ۵۹۲۳۹ ابن هیثم
سیارک ۵۹۲۳۹ الحازن (ابن‌هیثم) (به انگلیسی: 59239 Alhazen، نامگذاری:1999CR2) پنجاه و نه هزار و دویست و سی و نهمین سیارک می‌باشد  که در ۷ فوریه ۱۹۹۹ کشف شده‌است.
این سیارک به افتخار ابن هیثم نام‌گذاری شده‌است.